# تقویت (فیلم ۱۹۸۸)
تقویت (به انگلیسی: The Boost) فیلمی محصول سال ۱۹۸۸ و به کارگردانی هارولد بکر است. در این فیلم بازیگرانی همچون جیمز وودز، شان یانگ، جان کیپلاس، استیون هیل، کلی کر، جان روثمن، آماندا بلیک ایفای نقش کرده‌اند.